# 秋野ひとみ (女優)
秋野 ひとみ（あきの ひとみ、1979年5月22日 - ）は日本の女優、声優。神奈川県出身。血液型はB型。特技は書道、クラシックバレエ。

## 来歴
1990年代後半に、「矢野 一美」（やの かずみ）の芸名でライブアイドルとして、同じ事務所の南かんな、堀なおよとともに活動する。オリジナル楽曲も多数持ち、マニア筋からの絶大な人気を得る。同時期に活躍していた加藤西里奈らとは事務所は違うものの共演することが多かった。
1998年5月をもって矢野一美としての活動を終了。同年森下純菜らがいるアルテミスプロモーションに移籍し現芸名にて再スタート。
2002年にアルテミスプロを脱退し、以降は俳優業へと活動幅を広げ、現在に至る。その後声優業にも進出した。

## 出演

### テレビ番組
- 夢☆おうえん隊（テレビ東京）レギュラー
- 妄想ビームII（テレビ東京）レギュラー
- 地球防衛放送パンドラ（スカイパーフェクTV!）レギュラー
- BAT Corp.（関西テレビ）レギュラー
- 侵略放送パンドレッタ（スカイパーフェクTV!） レギュラー

### 舞台
- BROKEN HEART2003/LINK（2003年）
- 動物園2SIDE（2006年）
- 美しの水（2006年）
- 魔王降臨（2006年）
- 私が今この世界に生きることを（2007年）
- ショートストーリーズ Vol.1（2008年）
- ショートストーリーズ Vol.3（2008年）
- みかん（2009年）
- みかん vol.2（2009年）
- みかん vol.3（2010年）
- シーチキンサンライズ（2012年）
- STEP OVER THE FUTURE（2013年）
- SHORT STORIES Vol.6（2013年）

### ゲーム
- ファイナルファンタジーIV（ニンテンドーDS版） - アンナ

## ディスコグラフィ

### 未音源化楽曲
| 時期         | 楽曲                | 歌                   | 備考                                |
| ------------ | ------------------- | -------------------- | ----------------------------------- |
| 2001年4月4日 | 「CRYSTAL FANTASY」 | クリスタルチェリーズ | 『DVDボイスアニメージュ Vol.6』より |

### ユニットメンバー
1. ↑  落合祐里香、篠原江美子、中原麻衣、吉田真弓、秋野ひとみ、山中亜衣、若菜ようこ、神崎ちろ